# Формигара
Формигара (итал. Formigara) — коммуна в Италии, располагается в регионе Ломбардия, в провинции Кремона.
Население составляет 1138 человек (2008 г.), плотность населения составляет 95 чел./км². Занимает площадь 12 км². Почтовый индекс — 26020. Телефонный код — 0374.
Покровителями коммуны почитаются святые Назарий и Цельсий, празднование 28 июля, а также святая Еврозия.

## Демография
Динамика населения:

## Администрация коммуны
- Официальный сайт: http://www.comune.formigara.cr.it/